# Auguste Henri Jacob
Auguste Henri Jacob (pseud. Zouave Jacob, ur. 6 marca 1828 w Chalon-sur-Saône, zm. 23 października 1913 w Paryżu) – francuski żołnierz i uzdrowiciel.

## Życiorys
W młodych latach zgłosił się na ochotnika do służby 7. regimencie huzarów (fr. 7e régiment de hussards). Zainteresował się wówczas spirytualizmem, który zaczął się wtedy szybko rozprzestrzeniać w całej Europie. Jego moc uzdrawiania została dostrzeżona prawdopodobnie, gdy służył na Krymie i w Algierii, ale sławę zyskał, gdy stacjonował w środkowej Francji, około 1867. Wkrótce został zwolniony z wojska, ponieważ tłumy, które codziennie gromadziły się wokół jego namiotu, naruszały porządek i dyscyplinę wojskową. Po przeprowadzce do Wersalu odwiedzał Paryż, aby dokonać tam uzdrowień. W domu przy Rue de la Roquette, gdzie mieszkał, był oblegany przez tłumy chorych i niepełnosprawnych.
Działał jako uzdrawiające medium. Twierdził, że rozmawia z duchami służącymi jego pacjentom. Duchy te miały przepisywać sposoby na uzdrowienia. Nie tylko odmawiał pobierania określonych opłat za swoje usługi, ale także dobrowolnych wpłat lub darów, nawet jeśli wskazywano, że mają być przekazane na uzdrawianie biednych. Jego ojciec wykorzystał jednak sławę syna i sprzedawał jego zdjęcia w cenie franka.
Metoda uzdrawiania stosowana przez niego najczęściej polegała na tym, że polecał chorym, by wstali, by opuściła ich choroba lub aby byli zdrowi. W niektórych przypadkach po prostu patrzył na danego pacjenta. Odnotowano wiele spektakularnych i niewytłumaczonych uzdrowień, jednak nie zawsze odnosił sukcesy, a w niektórych przypadkach po prostu odprawiał chorego z uwagą: „Nie mogę nic zrobić”. 
W późniejszych latach zalecał naturalne kuracje zdrowotne. Stosował też zbiorową hipnoterapię. Potępiał również spożywanie alkoholu. Moce uzdrawiające, jakie miał posiadać, przypisywał „duchom białego magnetyzmu”.
Wydał w Paryżu książkę L'hygiène naturelle.
Pochowano go na paryskim Cmentarzu Gentilly.

## Galeria

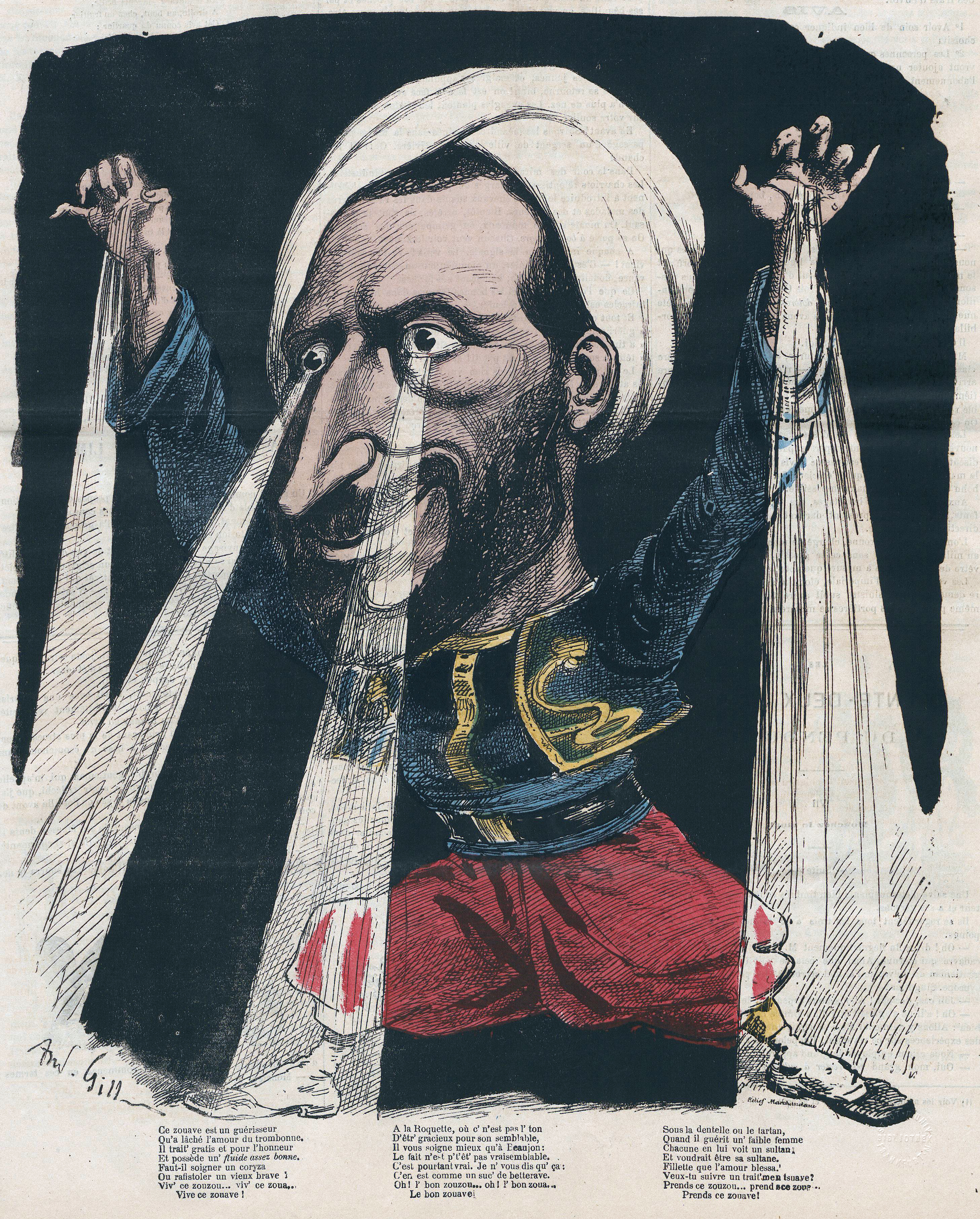
Karykatura z 1867
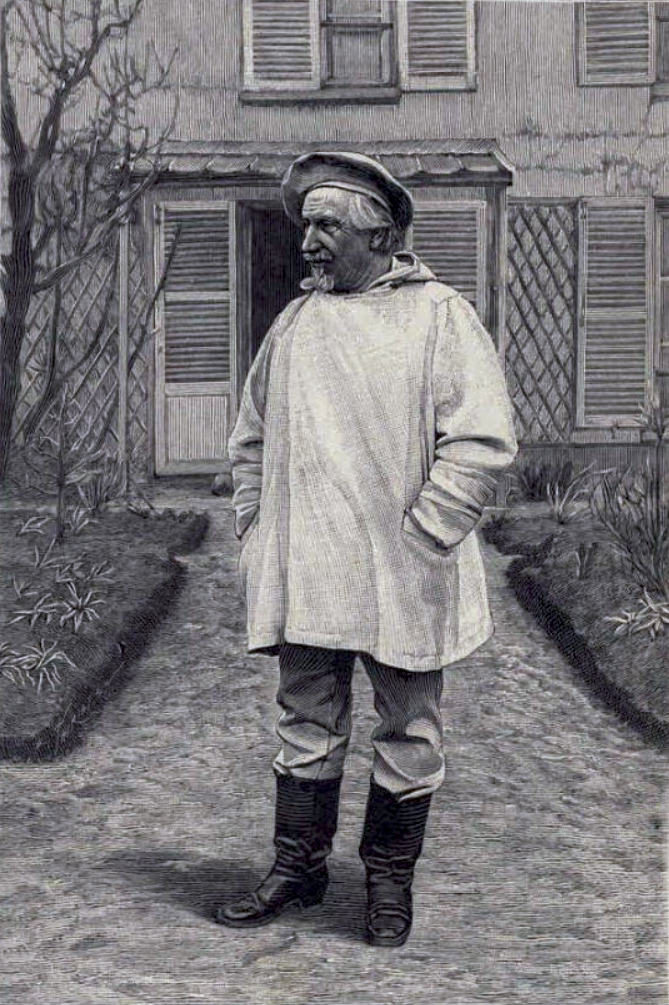
Zdjęcie z 1897
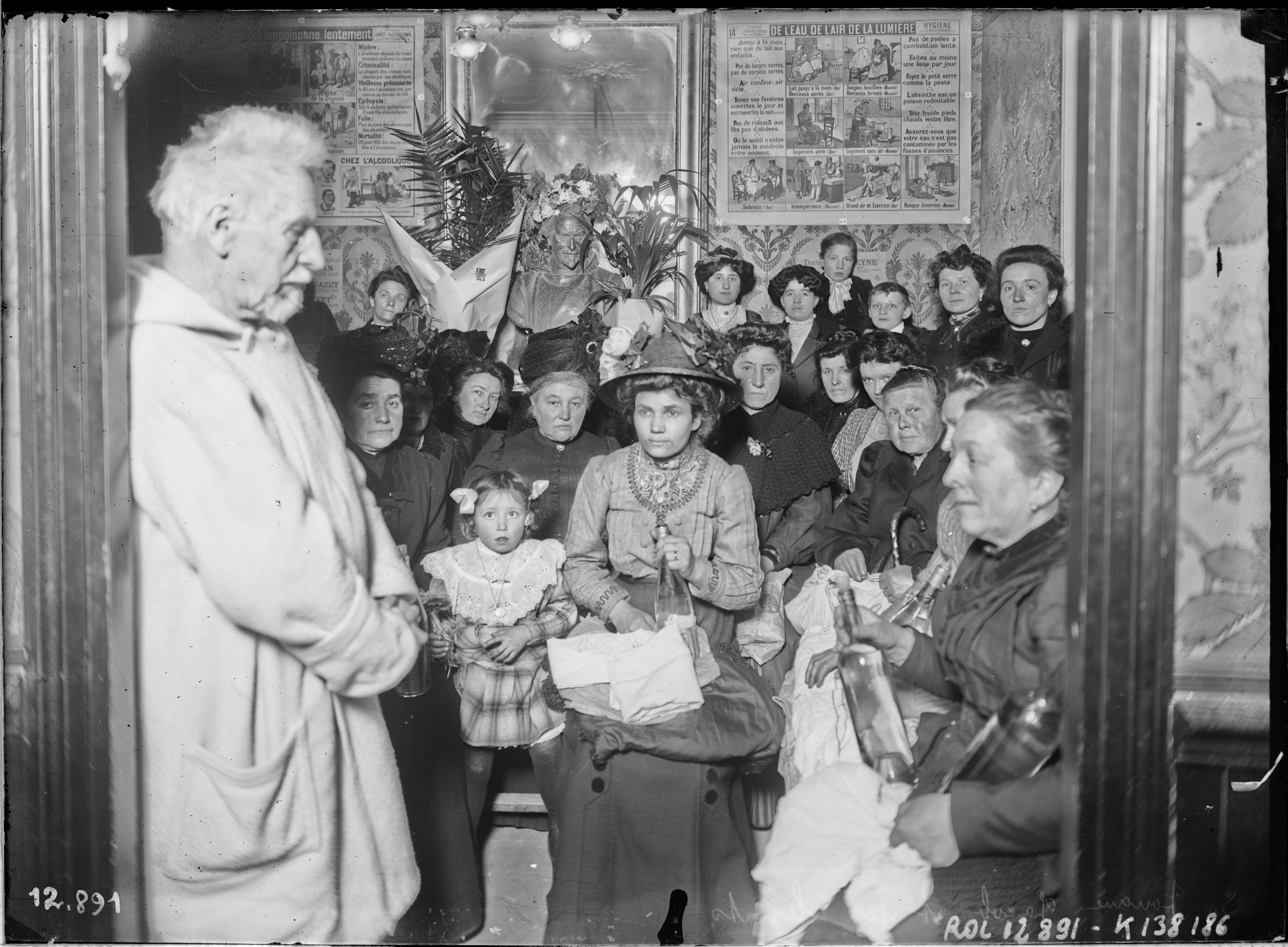
Z klientami (1911)
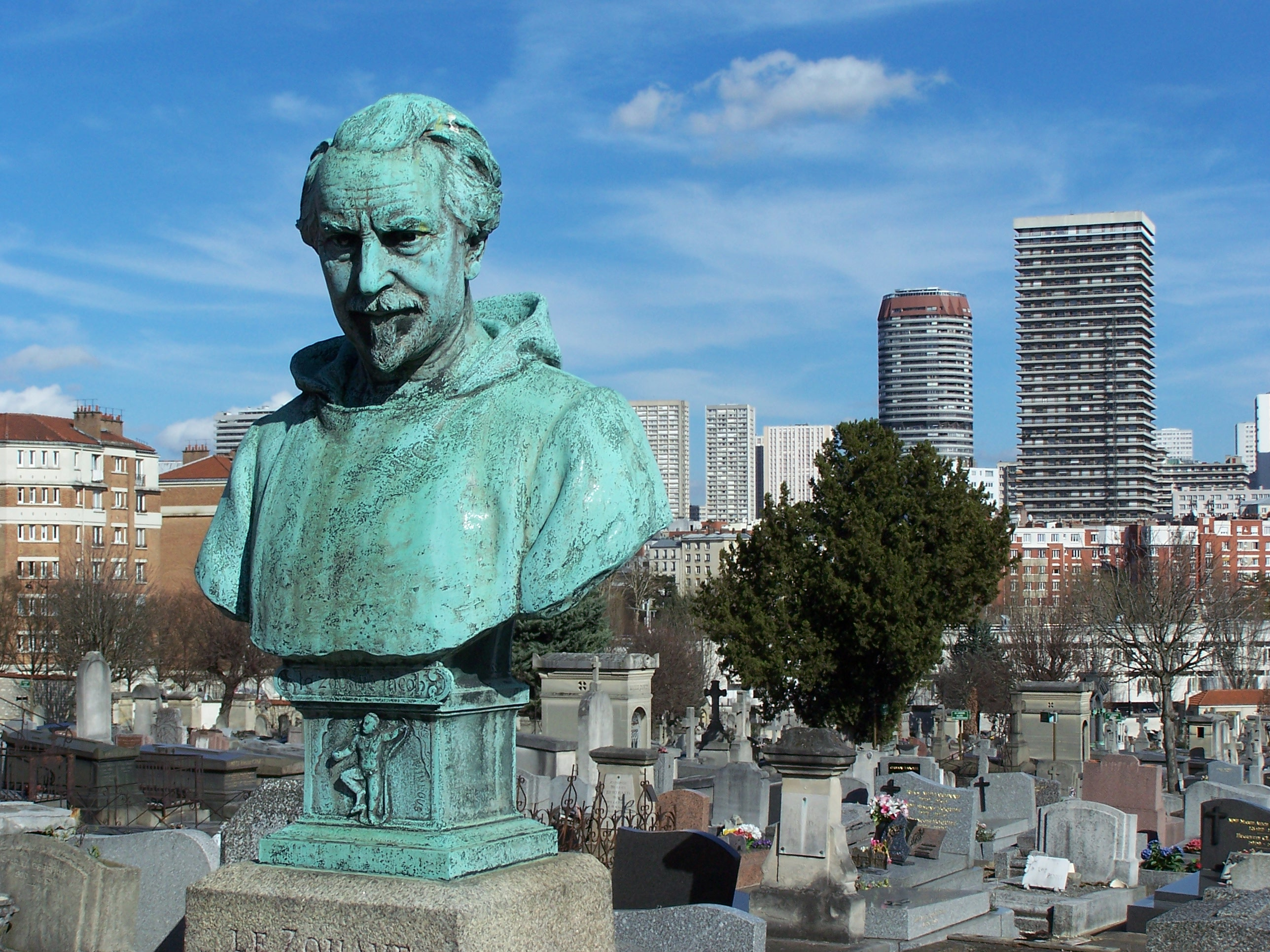
Nagrobek na Cmentarzu Gentilly